# Réver
Réver Humberto Alves Araújo (Ariranha, 1985. január 4. –) brazil válogatott labdarúgó, aki jelenleg az SC Internacional játékosa.

## Sikerei, díjai

### Klub
- Paulista
  - Brazil kupa: 2005
- CA Mineiro
  - Campeonato Mineiro: 2012, 2013
  - Copa Libertadores: 2013
  - Recopa Sudamericana: 2014
  - Brazil kupa: 2014
- SC Internacional
  - Campeonato Gaúcho: 2015

#### A válogatottban
- Brazília
  - Superclásico de las Américas: 2011, 2012
  - Konföderációs kupa: 2013